# Pakihi Island
Pakihi Island, auch Sandspit Island genannt, ist eine Insel in der Tāmaki Strait im Norden von Neuseeland.

## Geographie
Pakihi Island befindet sich rund 1,15 km südwestlich von Ponui Island / Chamberlins Island und rund 4,75 km ostsüdöstlich vom Whakaiwhara Point entfernt, der rund 30 km ostsüdöstlich vom Stadtzentrum von Auckland in die Tāmaki Strait hineinragt. Die Insel besitzt eine Länge von rund 2,34 km in Südwest-Nordost-Richtung und eine maximale Breite von rund 860 m in Nordwest-Südost-Richtung. Ihre Größe beträgt 114 Hektar.
Südlich der Insel, in einer Entfernung von lediglich 270 m, befindet sich Karamuramu Island, auf der ein rötlichbrauner Stein, der in Neuseeland unter dem Namen Chert oder McCallum-Chip bekannt ist, abgebaut wird und in einer Entfernung von rund 1,47 km ist in südwestlicher Richtung mit dem Koherurahi Point die Küste der Nordinsel zu finden.

## Nutzung
Die Insel ist im Privatbesitz und wird im südwestlichen Teil landwirtschaftlich genutzt. Der höher liegende östliche Teil der Insel ist bewaldet und besitzt am höchsten Punkt eine von Bäumen umsäumte trapezförmige Fläche.